# Cœur de Causse
Cœur de Causse ist eine französische Gemeinde  mit 890 Einwohnern (Stand: 1. Januar 2022) im Département Lot in der Region  Okzitanien. Sie gehört zum Kanton Causse et Vallées und zum Arrondissement Gourdon. Sie entstand als Commune nouvelle mit Wirkung vom 1. Januar 2016 durch die Zusammenlegung der bisherigen Gemeinden Beaumat, Fontanes-du-Causse, Labastide-Murat, Saint-Sauveur-la-Vallée und Vaillac, die in der neuen Gemeinde den Status einer Commune déléguée haben.

## Gliederung
| Ortsteil                          | ehemaliger INSEE-Code | Fläche (km²) | Einwohnerzahl zum 1. Januar 2022 |
| --------------------------------- | --------------------- | ------------ | -------------------------------- |
| Beaumat                           | 46019                 | 08,10        | 072                              |
| Fontanes-du-Causse                | 46110                 | 15,01        | 062                              |
| Labastide-Murat (Verwaltungssitz) | 46138                 | 27,27        | 611                              |
| Saint-Sauveur-la-Vallée           | 46291                 | 06,70        | 050                              |
| Vaillac                           | 46325                 | 13,68        | 095                              |

## Lage
Nachbargemeinden sind 
- Saint-Chamarand und Soucirac im Nordwesten,
- Montfaucon im Norden,
- Le Bastit und Lunegarde im Nordosten,
- Durbans und Quissac-en-Quercy im Osten,
- Caniac-du-Causse im Südosten,
- Soulomès im Süden,
- Les Pechs du Vers und Lamothe-Cassel im Südwesten,
- Frayssinet im Westen.

## Sehenswürdigkeiten
- Schloss von Vaillac mit Teilen aus dem 14. Jahrhundert, Monument historique[2]

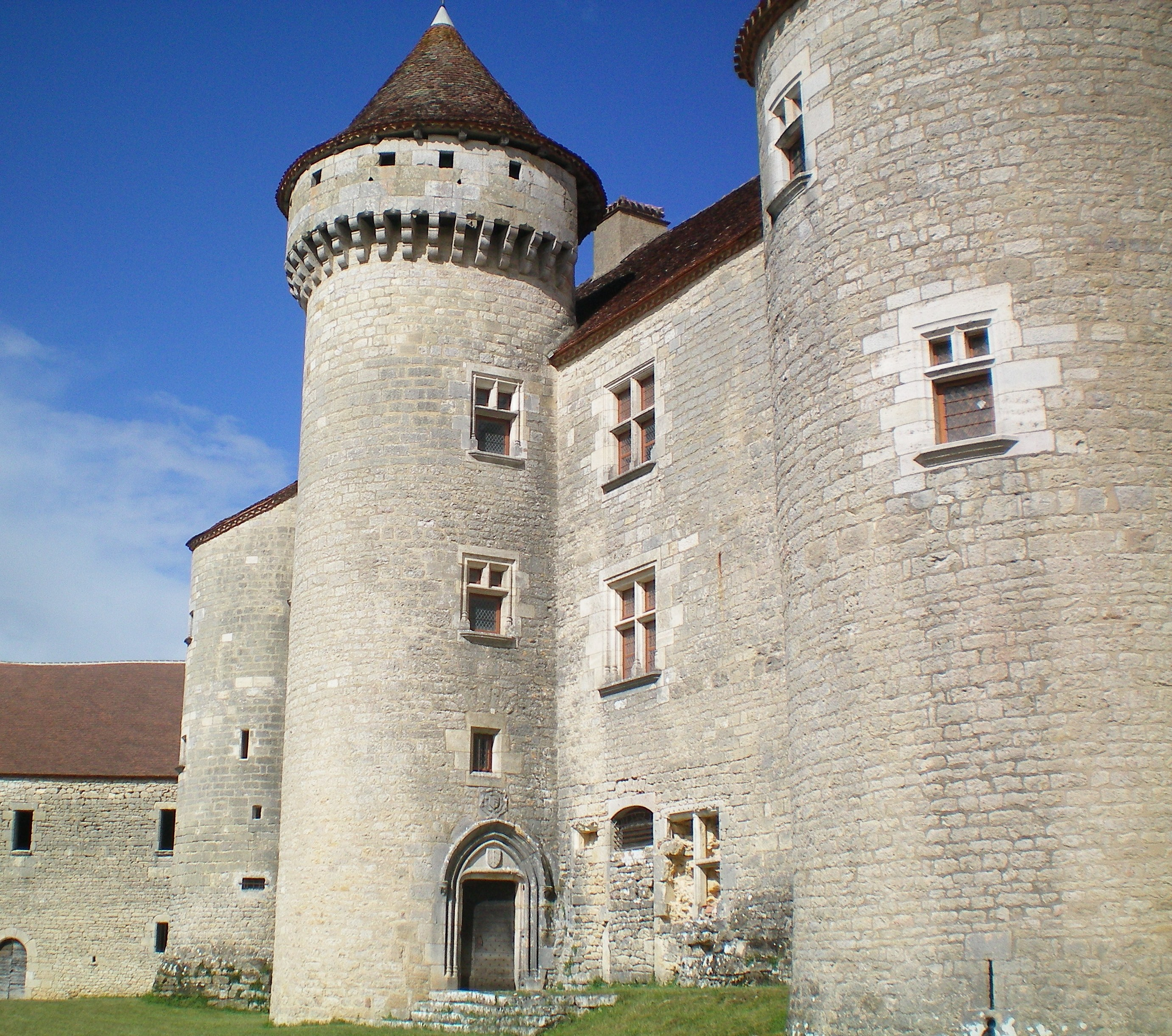
Schloss von Vaillac